# Polskava
Polskava (dawniej Bach Polska, Bach Polskava, Polska Bach, Polskava Bach, Pulsgau bach) – rzeka w północno-wschodniej Słowenii, największy dopływ Dravinji. Ma długość 40 km i powierzchnię zlewni wynoszącą 189 km².

## Przebieg i opis

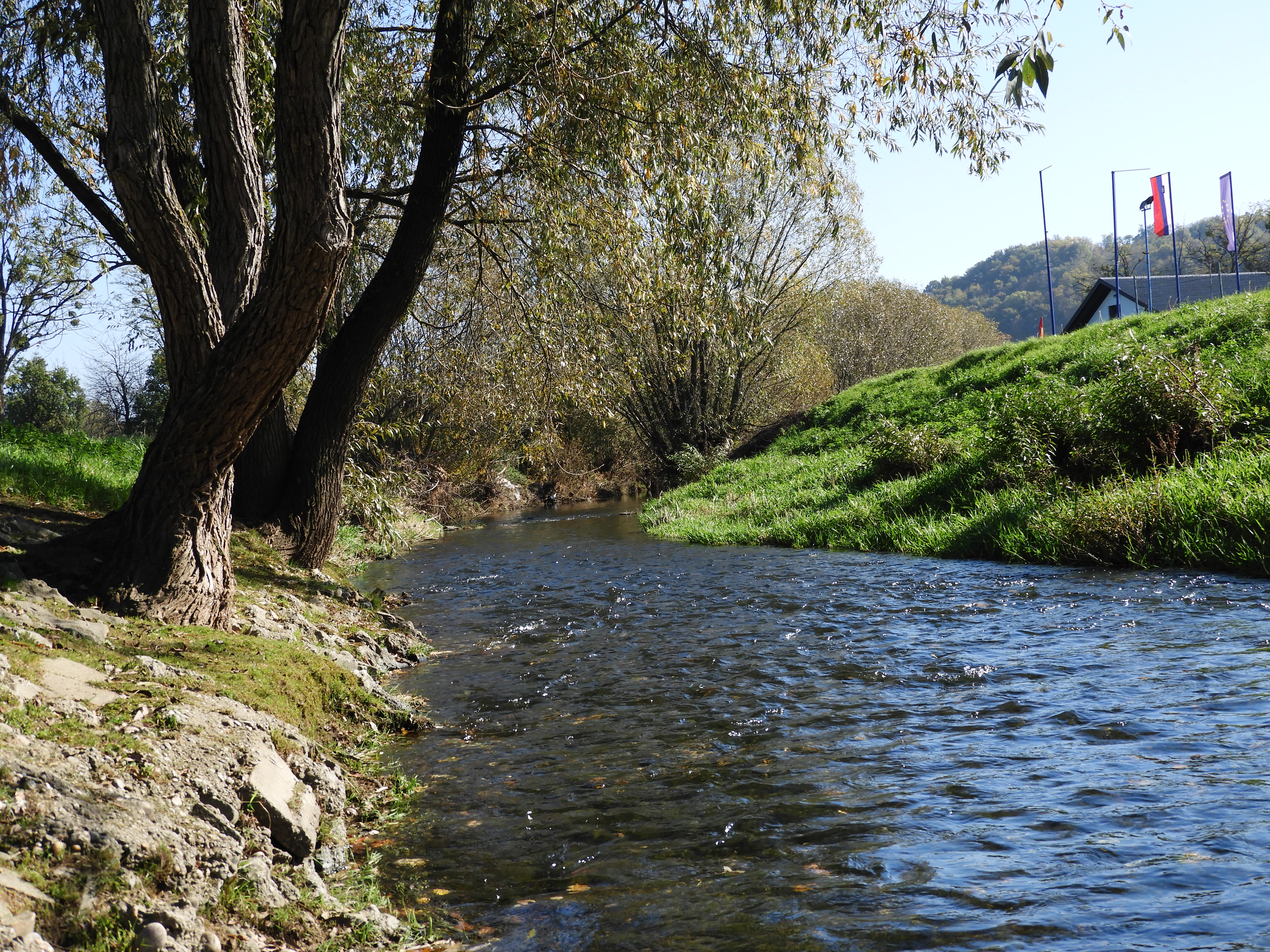
Polskava w miejscowości Tržec, blisko ujścia z Dravinją

Polskava to początkowo kilka potoków wypływających z Pohorji. Wielka Polskava zaczyna się w miejscowości Frajhajm. Początkowo rzeka płynie w kierunku południowym, jednak gdy zostaję zasilana przez Bojtinski Potok, rzeka skręca w kierunku wschodnim. Wielka Polskava łącząc się z Małą Polskavą tworzy Polskavę. Rzeka następnie płynie przez Zgornją Polskavę w kierunku południowo-wschodnim. Rzeka przecina trasę europejską E57 we wsi Spodnja Polskava. Koło Sestržy Polskava uchodzi do jeziora Sestrže. Następnie Polska płynie w kierunku wschodnim, gdzie zostaję zasilana przez Framski potok. We wsi Tržec rzeka przecina trasę europejską E59 oraz następnie Polskava uchodzi do rzeki Dravinja.